# 奇幻潮
奇幻潮（英語：The Zone）是香港無綫電視翡翠台的詭異節目，於2005年2月5日起逢星期六晚上22:35播出。該節目主題分成二十二個詭異的故事，以及由觀眾講自己對不思議事件的經驗。
此節目曾於2014年7月25日至9月5日、2023年7月23日至8月28日期間於翡翠台深夜時段重播，亦曾於TVB經典台、TVB星河頻道重播。亦曾於2016年及2018年深夜時段重播部分集數。

## 節目主持
- 鄭伊健（第11、14、16-19集除外）
- 羅敏莊（「奇幻聊天室」環節、第11、14、16-19集）
- 吳嘉儀（YouTube 重播）

## 節目內容
| 集數 | 主題           | 主演                                                         | 「奇幻聊天室」環節嘉賓                                     | 播放日期      |
| ---- | -------------- | ------------------------------------------------------------ | ---------------------------------------------------------- | ------------- |
| 1    | 奇能異視       | 2R、Bliss                                                    | 潘偉生（香港中文大學腦外科學講座教授）                     | 2005年2月5日  |
| 1    | 羡慕死人       | 楊愛瑾、司徒瑞祈、傅穎                                       | 楊天命（堪輿學家）                                         | 2005年2月5日  |
| 2    | 行運揮春       | 吳日言、李雨陽、朱咪咪、潘卓楠、林卓健                       | 蘇民峰（堪輿學家）                                         | 2005年2月12日 |
| 2    | 神奇藥水       | 黎諾懿、佘詩曼、梁詠琪、梁靖琪、韓君婷、陳美詩、雷凱欣、黃榕 |                                                            | 2005年2月12日 |
| 3    | 未來聊天室     | 胡諾言、楊思琦                                               | 麥玲玲（堪輿學家）                                         | 2005年2月19日 |
| 3    | 七彩天晶       | 麥長青、許文翹、袁彩雲                                       | 曹宏威博士（香港中文大學生化系教授）、Iris Lam（水晶顧問） | 2005年2月19日 |
| 4    | 四人再歸西     | 鄧健泓、唐詩詠、傅楚惠、范振鋒                               | 關嘉美（家庭醫生）                                         | 2005年2月26日 |
| 5    | 星座命盤       | 陳文媛、李思捷                                               |                                                            | 2005年3月5日  |
| 6    | 踢石           | 黃智賢、鍾嘉欣、姚嘉妮                                       | 2005年3月19日                                              |               |
| 7    | 收買佬         | 羅敏莊、蕭正楠、張詠妍                                       | 2005年4月2日                                               |               |
| 8    | 我愛你         | 謝天華、徐子珊、羅冠蘭                                       | 2005年4月9日                                               |               |
| 9    | 地獄階梯       | 黎耀祥、胡定欣、馬蹄露                                       | 2005年4月16日                                              |               |
| 10   | 重生學園       | Shine、陳宇琛、鄭子誠                                        | 2005年4月23日                                              |               |
| 11   | 媽媽愛你四小時 | 薛家燕、蔣志光、何嘉裕、黃嘉豪、謝宛婷                       | 2005年5月7日                                               |               |
| 12   | 一日死神       | 黃宗澤、錢嘉樂、黎宣                                         | 2005年5月14日                                              |               |
| 13   | 玩新生         | 吳浩康、羅貫峰、高皓正                                       | 2005年5月21日                                              |               |
| 14   | 凶屋           | 鄭希怡、梁洛施                                               | 2005年5月28日                                              |               |
| 15   | 紋身           | 官恩娜、劉浩龍、陳少邦                                       | 2005年6月4日                                               |               |
| 16   | 復仇           | 戴夢夢、李蘊、蔡子健、陳霽平                                 | 2005年6月25日                                              |               |
| 17   | 情比金堅       | 陳自瑤、張美妮、李日朗、蔣雅文                               | 2005年7月2日                                               |               |
| 18   | 植物人         | 吳家樂、嘉碧儀                                               | 2005年7月9日                                               |               |
| 19   | 迷路           | 黎諾懿、黃伊汶、郭芯其                                       | 2005年8月6日                                               |               |

### 奇能異視
| 演員   | 角色       | 關係 |
| 黃婉佩 | JoJo Wong  | 一線女演員，曾經奪過影后 Tony之女友，後因看到與嘉嘉偷情而分手 衆人之憎恨對象 因一次在片場意外而擁有看穿別人心裡想法的超能力 之後因一次交通意外而超能力逆轉（即別人可以看清她心裡想法），也因此名譽掃地 |
| 黃婉君 | 嘉 嘉      | JoJo之助手 Tony之偷情對象 被JoJo看到她討厭JoJo經常要她做一些無理的事情，及與Tony偷情 |
| 蔡淇俊 | Tony       | JoJo之男友，後因爲被JoJo看到與嘉嘉偷情而分手 |
| 古 馳  | 化妝師     | 同性戀者 被JoJo看到歧視同性戀 |
| 蕭唯展 | 阿Duck     | 髮型師，有潔癖 被JoJo看到他暗戀自己，及去廁所後不洗手 |
| 骆达华 | 導 演      | 被JoJo看到他非常討厭自己，但希望JoJo能夠幫他完成拍攝從而解決經濟困難 |
| 蔡潔雯 | Christy    | 演 員 勾引導演而獲得更多戲份 |
| 鄭世豪 | 阿 明      | 場 務 被JoJo看到他經常偷窺女演員換衣服 |
| 高俊文 | 陳志雄     | JoJo之主診醫生 被JoJo看到他經常性騷擾女病人及與女護士有染 因多次性騷擾女病人而被警方拘捕 |
| 張潔蓮 | 護 士      | 與陳志雄有染 |
| 裘卓能 | 警 察      | 拘捕陳志雄 |
| 李麗麗 | 蓮 嬸      | 大廈清潔工人，被JoJo看到對她感到不滿 啞巴 |
| 凌禮文 | 大廈管理員 | 向JoJo解釋蓮姐為啞巴 |
| 蕭徽勇 | 記 者      | |
| 卓 怡  | 記 者      | |
| 王維德 |            | 記者招待會負責人 |

### 羡慕死人
| 演員     | 角色     | 關係                                                                                           |
| 楊愛瑾   | 盧鳳慈   | Nicole、老奉遲 司徒瑞祈之女友，後分手 因羡慕張佩佩的樣貌而開始整容，最後因代替張佩佩而「死亡」 |
| 司徒瑞祈 | 男 友    | 盧鳳慈之男友，後分手 對盧鳳慈整容而大惑不解                                                    |
| 沈穎婷   | 同 學    | 盧鳳慈、司徒瑞祈之同學兼好友                                                                   |
| 符思思   | 同 學    | 盧鳳慈、司徒瑞祈之同學兼好友                                                                   |
| 寧 進    | 同 學    | 盧鳳慈、司徒瑞祈之同學兼好友                                                                   |
| 傅 穎    | 張佩佩   | 已去世，被埋葬在山上 因被盧鳳慈羡慕其樣貌而整容，最後因此被「復活」                            |
| 陳勉良   | 算命先生 |                                                                                                |
| 潘冠霖   | 店員     |                                                                                                |

### 行運揮春
劇情實為吳太及吳新春光顧發夢服務期間夢中的經歷，但夢境結束後二人關係有所改善。
| 演員   | 角色    | 關係                                                 |
| 吳日言 | 吳新春  | Fanny 中學生 吳太之女 暗戀Patrick 因寫揮春而夢想成真 |
| 朱咪咪 | 吳 太   | 吳新春之母                                           |
| 譚小環 | 譚老師  | 吳新春之學校老師                                     |
| 李雨陽 | Patrick | 中學生 吳新春之暗戀對象                              |
| 高皓正 | 同 學   | 中學生 吳新春之同學，並暗戀她                        |
| 潘卓楠 | 潘卓楠  | 中學生 吳新春之同學                                  |
| 林雋健 | 林卓健  | 中學生 吳新春之同學                                  |
| 陳堃   | 陳 堃   | 中學生 吳新春之同學                                  |
| 夏竹欣 | 夏竹欣  | 中學生 吳新春之同學                                  |
| 陳宇琛 |         | 中學生 吳新春之同學                                  |
| 羅天池 |         | 中學生 吳新春之同學                                  |
| 王俊棠 | 劫 匪   | 因吳新春寫揮春而放過她                               |
| 鍾曉瑩 |         |                                                      |
| 張雪芹 |         |                                                      |
| 馬小靈 |         |                                                      |

### 神奇藥水
| 演員     | 角色     | 關係                                                                          |
| 黎諾懿   | 康       | 康仔 中學生 女生宿舍之同學 發明出把報章上的事物變到現實的藥水，有效期為十分鐘 |
| 女生宿舍 | 同學     | 中學生 康之同學                                                               |
| 佘詩曼   | 佘詩曼   | 電視台藝員 在康的幻想中出現 實物十分肥胖                                      |
| 梁詠琪   | 梁詠琪   | 歌手 在康的幻想中出現 實物的皮膚皺起，頭髮消失                                |
| 韓君婷   | 韓君婷   | 電視台藝員 實物只有上半身                                                     |
| 雷凱欣   | 雷凱欣   | 泳裝模特兒 實物為人妖                                                         |
| 黃 榕    | 黃 榕    | 泳裝模特兒 實物為人妖                                                         |
| 邵卓堯   | 報攤老闆 |                                                                               |

### 未來聊天室
劇中的「未來聊天室」為用家使用電腦登錄後可與未來精靈交談並問及關於未來的一切，不過代價為登錄期間用家的生命會由正常的時間流動變為6秒一日。所以主角劉家偉最終因為忘記登出而耗盡其生命值。
| 演員   | 角色     | 關係                                                                                  |
| 胡諾言 | 劉家偉   | 大學生，修讀中國哲學史 以壽命在未來聊天室三次換取預知未來的能力，最終因忘記登出而去世 |
| 楊思琦 | 未來精靈 | 活於未來的精靈 以告知未來的事物奪取人的壽命                                           |
| 劉天龍 | 警察     |                                                                                       |
| 葉振聲 | 酒吧男   | 不滿劉家偉的行為而與其大打出手                                                        |

### 七彩天晶
故事改編自英國作家W·W·雅各布斯於1902年所創作及出版的超自然題材短篇恐怖小說《猴爪》（英語：The Monkey's Paw）。
| 演員   | 角色   | 關係                                                                                     |
| 麥長青 | 輝     | 的士司機 從柏得到天晶 因向天晶許願而失去妻兒及房屋 最後許願甚麼都不要                    |
| 袁彩雲 | 輝之妻 | 因其貪念導致兒子死亡                                                                     |
| 許文翹 | 健     | 龍虎武師、特技替身 表演特技時因安全帶鬆脫而墮樓，並插中竹枝死亡 曾在第二個願望時被召回家 |
| 李鴻杰 |        | 蘇恩磁之夫 輝之舊同學                                                                    |
| 蘇恩磁 |        | 李鴻杰之妻                                                                               |
| 魏惠文 | 炳     | 輝之舊同學                                                                               |
| 曾守明 | 柏     | 輝之舊同學 向天晶許願而成為上市公司主席，但弄至瘸腳 把天晶轉贈予輝                       |
| 曾健明 | 榮     | 輝之舊同學                                                                               |
| 劉桂芳 |        | 榮之妻                                                                                   |
| 趙永洪 |        | 健之同事 攜同$60,000恩恤金到輝家                                                         |

### 四人再歸西
向《夜驚魂》經典「四人歸西」致敬之作
| 演員   | 角色     | 關係                                                                                         |
| 鄧健泓 | Darren   | 博士生 較早前因玩麻將時打出「西」及「一筒」後死亡 其鬼魂在網上召開另一雀局                   |
| 唐詩詠 | Alice    | 本名凌二 靈異小說作家 參與「一同歸西」 因過度驚嚇（看見鏡像中的倒影殺死自己）而死亡          |
| 傅楚惠 | Esther   | 辦公室女郎 參與「一同歸西」 在澳門出差時酒店洗澡因過度驚嚇（幻想面部被毛巾覆蓋而窒息）而死亡 |
| 范振鋒 | David    | 參與「一同歸西」 乘電梯時因過度驚嚇（幻想電梯沾滿血漿並左右夾扁自己）而死亡                  |
| 劉桂芳 | David 母 | 和管理員見到David臥在電梯發現無氣息死亡受驚                                                  |
| 吳幸美 |          | Esther之同事 在澳門出差購物完回去酒店見到Esther臥在浴缸上叫醒時發現無氣息死亡受驚            |
| 凌禮文 |          | Darren 父                                                                                    |
| 彭皓鋒 | 黃錦仁   | 重案組第三隊督察                                                                             |
| 裘卓能 |          | 警察                                                                                         |
| 杜港   |          | 警察                                                                                         |
| 胡烱龍 |          | 警察                                                                                         |

### 星座命盤
| 演員   | 角色   | 關係 |
| 陳文媛 | Athena | 辦公室女郎 喜愛水晶 Ivan之女友，後分手 Leo之女友，後因其下半身癱瘓而被離棄 被Roy愛慕，後成為情侣 兩次私自更改命盤 |
| 李思捷 | Roy    | Athena之同事，後為其男友                                                                                          |
| 李中希 | Leo    | 老闆之子 Athena之男友，後因其下半身癱瘓而離棄之                                                                   |
| 胡俊霆 | Ivan   | Athena之男友，後分手                                                                                              |
| 何綺雲 | Sylvia | Athena之同事兼好友                                                                                                |
| 簡慕華 | Rose   | Athena之同事兼好友                                                                                                |

### 踢石
| 演員   | 角色    | 關係 |
| 黃智賢 | 周日星  | 阿星 露宿者，瘸了一隻腳 因踢石重複人生三次，第一次踢石時未能成為行政總裁而被解僱，第二次踢石成時功當上行政總裁及將任聯交所主席但衆叛親離，第三次踢石時回歸露宿者生活 踢石後為Wendy之大學同學、同事及男友，後分手 踢石後為Cathy之男友及競爭對手，後分手 |
| 姚嘉妮 | Wendy   | 周日星之大學同學、同事及女友，後分手 軒之妻 |
| 鍾嘉欣 | Cathy   | 周日星之女友及競爭對手 第一次踢石時當上行政總裁，第二次踢石時被揭發性醜聞而被解僱 |
| 林淑敏 | 同 事   | 周日星、Wendy及Cathy之同事 |
| 李海生 | 陳 伯   | 周日星公司的維修雜工，被周日星解僱，後當叮叮糖小販 |
| 曾健明 | Jonhson | Cathy之上司，於第二次踢石時被揭發性醜聞而被解僱 |
| 蔡國慶 | 蔡主席  | 周日星公司之主席，於向控告Jonhson和Cathy被發現性醜聞相片因而解僱二人（第二次踢石時） |

### 收買佬
| 演員   | 角色   | 關係                                                                                    |
| 蕭正楠 | 收買佬 | 以高價收購譚芷玲的人性                                                                  |
| 羅敏莊 | 譚芷玲 | Ella 電影編劇 譚惠玲之姊 向收買佬先後賣掉善心、原則、尊嚴、道德、誠實，最後沒有賣掉親情 |
| 張詠妍 | 譚惠玲 | Tammy 大學生 譚芷玲之妹 John之女友 捐出腎臟予譚芷玲                                     |
| 高皓正 | John   | 譚惠玲之男友 被譚芷玲騙去$100,000                                                       |
| 敖嘉年 | Leo    | 電影編劇 被譚芷玲抄襲橋段                                                               |
| 何啟南 | Peter  | 電影編劇                                                                                |
| 李鴻   | 林 生  | 電影公司老闆                                                                            |
| 羅泳嫻 | Lily   | 電影明星                                                                                |

### 我愛你
| 演員   | 角色         | 關係                                                                                   |
| 謝天華 | Michael      | 藥劑師 有陰陽眼 Joanna之夫 因與死去的Joanna一起而令健康惡化                            |
| 徐子珊 | Joanna       | Michael之妻 于三年前在馬來西亞車禍死去，但因太愛Michael而一直待在陽間與他生活,最後消失 |
| 羅冠蘭 | Michael 姨媽 | 有陰陽眼 告訴Joanna她已死亡的真相                                                      |
| 曾健明 | 餐廳經理     |                                                                                        |

### 地獄階梯
| 演員   | 角色   | 關係 |
| 黎耀祥 | 林志文 | 原在辦公室工作，後被解僱 有幻覺 沈月明之夫 諾仔之父 陳醫生之病人 最後被送入精神病院                          |
| 黎耀祥 | 王毅信 | Jason 與王毅信幻想交換身份後成為電視劇集內的角色 高級經理，後為劉氏集團主席 劉美美之男友，後為夫 被Doris色誘 |
| 黃澤鋒 | 王毅信 | Jason 與林志文幻想交換身份成為電視劇集內的角色 高級經理，後為劉氏集團主席 劉美美之男友，後為夫 被Doris色誘   |
| 馬蹄露 | 沈月明 | 林志文之妻 諾仔之母                                                                                          |
| 胡定欣 | 劉美美 | May May 劉老闆之女 電視劇集內的角色 王毅信之女友，後為妻                                                     |
| 林子瑄 | 陳醫生 | 林志文之心理醫生                                                                                             |
| 李鴻   | 經 理  | 林志文之上司                                                                                                 |
| 洗迪新 |        | |
| 魏惠文 |        | |
| 張潔蓮 |        | |
| 馬蹄露 |        | |
| 雷恩   |        | |
| 張雪芹 |        | |
| 郭德信 | 劉老闆 | 電視劇集內的角色 劉美美之父                                                                                  |
| 黃泆潼 | Doris  | 電視劇集內的角色 王毅信之下屬，並色誘之                                                                      |

### 重生校園
劇中的「重生校園」表面上讓行為不好的學生入讀後可糾正其不好的行為，表現良好後可以畢業。實則是校長及其他教職員透過複製人技術製造出一個完全乖巧的複製人，製造完成後該複製人將會給予其父母。而本尊最終會被取代並被暗中處置。
| 演員   | 角色   | 關係 |
| 鄭子誠 | 陳校長 | 重生校園之校長 以複製人技術複製出孝順聽話的完美學生 |
| 徐天佑 | 馮 希  | 阿希 重生校園之學生 Ray之繼子，因為關係不好 Ray妻之兒子 文士得之同學兼好友 常被歐陽逸針對 於在體育課的籃球賽歐陽逸發生肢體碰撞及爭吵，結果在課室外罰企一整天，但看到歐陽逸從教員室出來後因為校長話表現良好，可以批准提早畢業，並勸告唔好咁爛玩，生性一點 於後晚上獨自闖人校園禁區搜索，並發現自己的複製人成長將近完成，並看到自己的複製人突然開眼恐懼誤被碰到保安系統逃走躲藏避至清晨 逃回到宿舍時並看到自己的複製人與雙親見面，企圖呼叫雙親回應後不果，於失落無奈，並最終被校園保安帶走入特別房間處置 |
| 黃又南 | 文士得 | 阿得 重生校園之學生 馮希之同學兼好友 於剛下課向老師說問題在晚上有人進去宿舍老師叫出來傾，後不知所從，後來教師說校長話表現良好，可以批准提早畢業，之後離去 (實為被自己的複製人收拾一大袋行李並及雙親接走) |
| 陳宇琛 | 歐陽逸 | 阿逸 重生校園之學生 常針對馮希 於在體育課的籃球賽同馮希發生肢體碰撞及爭吵被罰，隨教師帶去教員室，在教員室出來後校長話表現良好，可以批准提早畢業，勸告馮希唔好咁爛玩，聽話一點 (實為被自己的複製人跟隨雙親接走) |
| 羅天池 | 學 生  | 重生校園之學生 |
| 曾守明 | Ray    | Ray妻之夫 馮希之繼父，因關係不好 |
| 劉桂芳 | Ray 妻 | Ray之妻 馮希之母 |
| 黃泆潼 | 老 師  | 重生校園之教師 |
| 高俊文 | 老 師  | 重生校園之教師 |
| 傅楚惠 | 老 師  | 重生校園之教師 |
| 徐 榮  | 老 師  | 重生校園之教師 |
| 鍾建文 |        | |
| 陳建文 |        | |
| 蔡潔雯 | 記 者  | 訪問陳校長 |
| 雷恩   | 記 者  | 訪問陳校長 |
| 盧永匡 |        | |
| 劉天龍 |        | |
| 江暉   |        | |

### 阿媽愛你四小時
| 演員   | 角色       | 關係 |
| 薛家燕 | 周太太     | 家庭主婦 單親媽媽，得了腎病，遇上Joe，被告知壽命只剩下四個小時 最後因其愛子女之心感動了Joe而讓其多活四小時（即人間40年） |
| 蔣志光 | Joe        | 勾魂使者 告訴周太太只剩下四小時的壽命，要她好好利用剩餘時間 最後因周太太愛子女之心而被感動並讓其多活四小時（即人間40年） |
| 何嘉裕 | 芷 菁      | 大女兒 |
| 黃嘉豪 | 聰 仔      | 小兒子，就讀小學四年級                                                                                                   |
| 謝宛婷 | 芷 茵      | 小女兒 |
| 李鴻杰 | 賣魚檔老闆 | |
| 蔡國慶 | 小巴司機   | |

### 一日死神
| 演員   | 角色   | 關係 |
| 錢嘉樂 | 死 神  | 掌管人類的生死 為了令陳駿驃體會失去親人的痛苦，讓他當一天死神                                                                         |
| 黃宗澤 | 陳駿驃 | 殺人狂 楊三妹之外孫 成為一日死神，最後因悔疚自首而死亡                                                                                |
| 黎 宣  | 楊三妹 | 陳駿驃之外祖母 因黑幫虐待而心臟病發去世                                                                                               |
| 林泳東 | 林小東 | 黑幫小混混 因為在遊戲機室欺負陳駿驃而被其在後巷打至瀕死，最後死神出現為了向陳駿驃示範如何成為死神而最終設定被掉下的冷氣機擊中頭部致死 |
| 鄭家生 |        | 黑幫老大 |

### 玩新生
| 演員   | 角色     | 關係 |
| 吳浩康 | 周志恆   | Tony 大學新生 於九年前於大學宿舍304室被同學惡搞在不注意時吃安眠藥和畫花臉及戴假髮還影相，使其靈魂無法被家人認出 於結尾交代其已甦醒 |
| 李子奇 | 志恆父   | |
| 方伊琪 | 志恆母   | |
| 駱樂   | 志恆妹   | |
| 林敬剛 | 黃sir    | |
| 張智軒 | CID      | |
| 高皓正 | 志恆同學 | 博士 |
| 陳建文 | 志恆同學 | 戲弄周志恆 |
| 翟兆麟 | 志恆同學 | 戲弄周志恆 |
| 趙敏通 | 志恆同學 | 戲弄周志恆 |
| 麥子樂 | 中學生   | |
| 羅貫峰 | 中學生   | |
| 曾梓朗 | 中學生   | |
| 柯嵐   | 中學生   | |

### 凶屋
| 演員   | 角色 | 關係                                                   |
| 鄭希怡 | 阿桐 | 欣欣之姐姐 失業人士 因失业而跟其妹在'新家′烧炭自杀身亡 |
| 梁洛施 | 欣欣 | 阿桐之妹妺 智障人士 因其姐失业而在“新家”燒炭自殺身亡   |
| 陳勉良 |      |                                                        |
| 翟兆麟 |      |                                                        |
| 王基信 |      |                                                        |
| 張貝茜 |      |                                                        |
| 諾思   |      |                                                        |
| 湯百山 |      |                                                        |
| 詹秀君 |      |                                                        |

### 紋身
| 演員   | 角色     | 關係 |
| 官恩娜 | Gigi Lam | Gigi、林小姐 阿峰之女友 阿媚之好友 阿Sam之前女友，於四年前揀選製作玫瑰染血紋身，並承諾只愛阿Sam ，一生一世永不分開，並不會清除該紋身，而且發誓如果想清除該紋身的話，就會從此「孤獨一世」 於兩年前因感情變淡而向阿Sam提出分手，最後阿Sam當場跳樓死亡，後被阿Sam的鬼魂纏著一生一世，從被他困擾而變得驚恐他 隨後嘗試多種方法和十個醫生提供的方法，卻無法清除紋身 於結尾過四年後用最新植皮技術，但仍然無法清除該紋身 |
| 劉浩龍 | 阿峰     | Gigi之男友 峰父、峰母之兒子 帶Gigi見雙親 被阿Sam鬼魂紋身玫瑰藤蔓霧氣纏住氣絕死亡 |
| 陳少邦 | 阿Sam    | 紋身師 Gigi之前男友，於四年前揀選製作玫瑰染血紋身，並承諾只愛Gigi ，「一生一世永不分開，並不會清除該紋身」 於兩年前因感情變淡被Gigi提出分手，最後跳樓當場死亡，隨後鬼魂終身纏著Gigi， 從此一生一世困擾她 |
| 鍾志光 | 王醫生   | 醫生 為Gigi清除紋身， 但還未開始注射麻醉藥就紋身痛和流血 |
| 何綺雲 | 護士     | 王醫生之護士 |
| 江漢   | 二叔     | 阿媚之二叔 通靈問米大師，拒絕Gigi提供幫助驅散 |
| 廖麗麗 | 二嬸     | 阿媚之二嬸 |
| 郭德信 | 峰父     | 阿峰之父 |
| 白茵   | 峰母     | 阿峰之母 |
| 翟兆麟 |          | |
| 趙敏通 |          | |
| 陳建文 |          | |
| 蔡潔雯 | 阿媚     | Gigi之好友 二叔之姪女 |
| 何俊軒 | 李伊华   | 医生 於四年後為Gigi用美國最新植皮技術，但仍然無法清除紋身 |

### 復仇
| 演員   | 角色   | 關係                                                                                  |
| 戴夢夢 | 鄭嘉莉 | Kary 中學生 家中經營蛇店，因此被蛇族報復 父母在一場火災中喪生 自己最後也變為蛇妖      |
| 蔡子健 | 表姨丈 | Kary表姨丈，實為蛇妖 為了報復Kary而變化成Kary的親人 雯雯之父                          |
| 陳霽平 | 表 姨  | Kary表姨，實為蛇妖 為了報復Kary而變化成Kary的親人 雯雯之母 於最後現真身在醫院探望Kary |
| 李 蘊  | 雯 雯  | 蛇妖 為了報復Kary而變化成Kary的親人 表姨丈、表姨之女                                  |

### 情比金堅
| 演員   | 角色  | 關係                                                 |
| 李日朗 | Don   | Yan之男友，后反目 與May有染 最後被May用刀刺死        |
| 蔣雅文 | Yan   | Don女友，后反目 在與May爭執中被牆上的釘插中後腦死亡  |
| 陳自瑤 | May   | Yan、Sue之好友，后反目 與Don有染 最後被Don勒死       |
| 張美妮 | Sue   | Yan、May之好友，后反目 在與May爭執中被玻璃瓶插中死亡 |
| 楊卓娜 | 女 鬼 |                                                      |
| 王基信 | 同 學 | Don、Yan、May、Sue之同學                             |
| 杜港   | 同 學 | Don、Yan、May、Sue之同學                             |

### 植物人
| 演員   | 角色      | 關係 |
| 吳家樂 | David Lam | 美國最優秀的華人腦科醫生 前世是梁志強，下世是警察 經常夢見霍小姐稱呼他為阿強 梁志強甦醒後昏倒，成為植物人 |
| 嘉碧儀 | Zoe       | David Lam的未婚妻 David Lam成為植物人後，一直照顧他二十五年                                               |
| 許文翹 | John      | Zoe、Kelvin的舊同學 以三世書分析David Lam前世（梁志強）仍在生                                             |
| 趙永洪 | Kelvin    | Zoe、John的舊同學                                                                                         |
| 潘芳芳 | 霍小姐    | 梁志強的未婚妻 三十年來一直照顧昏迷的梁志強                                                               |
| 敖嘉年 | 陳醫生    | 醫生 |

### 迷路
| 演員   | 角色     | 關係 |
| 黎諾懿 | 陳家偉   | 因車禍與Michelle在森林中迷路 Michelle的男朋友 在森林重遇阿欣，並能離開森林 最后搶救成功                         |
| 黃伊汶 | Michelle | 因車禍與陳家偉在森林中迷路 陳家偉女友 懷疑陳家偉仍想念阿欣，因不相信阿欣的話，永远離不開森林 最後因搶救無效死亡 |
| 郭芯其 | 阿 欣    | 陳家偉前女友 因車禍已死 告訴陳家偉離開森林的方向 特别演出                                                       |
| 李子奇 |          | 陳家偉之父 |
| 劉桂芳 |          | 陳家偉之母 |
| 李成昌 |          | Michelle之父 |
| 李丽丽 |          | Michelle之母 |

## 記事
- 2005年2月26日: 本節目開始由以往一集兩個故事，改為一集一個故事，播映時間也由一小時轉為半小時。
- 2005年3月12日: 由於當天晚上8時30分至晚上9時30分直播《曾蔭權記者會》，引致隨後節目《大內密探零零發》順延播映，本節目暫停播映一次。
- 2005年3月26日: 由於播映電影《邵氏經典：傾國傾城》關係，本節目暫停播映一次。
- 2005年4月30日: 由於播映《醫道直說》關係，本節目暫停播映一次。
- 2005年6月11日: 由於播映電影《少林足球》關係，本節目暫停播映一次。
- 2005年6月18日: 由於播映《獅子會新生命工程》關係，本節目暫停播映一次。
- 2005年7月16日: 由於播映《繼續無敵獎門人不敗之謎》關係，本節目暫停播映一次。
- 2005年7月23日: 由於播映《《妙手仁心Ⅲ》製作檔案》關係，本節目暫停播映一次。
- 2005年7月30日: 由於播映《香港各界商會慶祝基本法頒布十五周年晚會》關係，本節目暫停播映一次。

## 外部連結
- 無線電視奇幻潮官方徵稿網頁

| 香港 翡翠台 星期六 22:30-23:00 2月5日至19日 22:35-23:45 3月12日、3月26日、4月30日、6月11日及18日、7月16至30日 暫停播映 | 香港 翡翠台 星期六 22:30-23:00 2月5日至19日 22:35-23:45 3月12日、3月26日、4月30日、6月11日及18日、7月16至30日 暫停播映 | 香港 翡翠台 星期六 22:30-23:00 2月5日至19日 22:35-23:45 3月12日、3月26日、4月30日、6月11日及18日、7月16至30日 暫停播映 |
| --- | --- | --- |
| | 奇幻潮 （2005年2月5日 - 2005年8月6日）                                                                                 | |
| 水滸無間道 大結局 （2005年1月29日）                                                                                    | 屈臣氏蒸餾水自然男人魅演唱會 （2005年8月13日）                                                                         | |

| 香港 翡翠台 星期二至六 03:25-04:20                                                         | 香港 翡翠台 星期二至六 03:25-04:20               | 香港 翡翠台 星期二至六 03:25-04:20 |
| ------------------------------------------------------------------------------------------ | ------------------------------------------------ | ---------------------------------- |
|                                                                                            | 奇幻潮 第1-8集 （2014年7月25日 - 2014年7月30日） |                                    |
| 大頭綠衣鬥殭屍 （2014年6月24日 - 2014年7月24日）                                           | 同事三分親 （2014年7月31日 - 2015年5月5日）      |                                    |
| 星期二至五 04:20-04:45 8月19日及26日 暫停播映 8月20日至29日 04:45-05:10 9月4日 05:35-06:00 |                                                  |                                    |
| 民間傳奇 ─ 步飛煙 （2014年8月8日）                                                         | 奇幻潮 第9-22集 （2014年8月12日 - 2014年9月5日） | 玄來如此 （2014年9月9日）          |

| 翡翠台深夜劇集時段 星期日（星期六深夜） 00:00-01:00及23:35-翌日00:35 7月23日 00:15-01:10 8月6日 暫停播映 8月27日 00:15-01:10 | 翡翠台深夜劇集時段 星期日（星期六深夜） 00:00-01:00及23:35-翌日00:35 7月23日 00:15-01:10 8月6日 暫停播映 8月27日 00:15-01:10 | 翡翠台深夜劇集時段 星期日（星期六深夜） 00:00-01:00及23:35-翌日00:35 7月23日 00:15-01:10 8月6日 暫停播映 8月27日 00:15-01:10 |
| --- | --- | --- |
| | 奇幻潮 (一集或兩集連播) (2023.07.23 - 2023.08.27)                                                                            | |
| 老馮日記 (兩集連播) （2023.07.01 - 2023.07.16）                                                                              | 森之愛情 (兩集連播) (2023.09.03 - 2023.09.17)                                                                                | |